# ترام (شلسویگ-هولشتاین)
ترام (به آلمانی: Tramm) یک شهر در آلمان است که در هرتسوگتوم لاونبورگ واقع شده‌است. ترام ۳۳۷ نفر جمعیت دارد.